# División Intermedia 1936
La División Intermedia 1936 fue la undécima edición de este torneo que constituía como tercera categoría. A partir de ello, el campeón y algunos equipos con las mejores posiciones del torneo, ascienden a la Primera División de la Liga de Lima 1937. 
El torneo fue jugado por equipos provenientes de Lima, Rímac y los Balnearios del Sur. 
El campeón fue Alianza Cóndor, junto a Santiago Barranco, Independencia Miraflores, Miguel Grau, Atlético Peruano y Sport Inca, lograron subir a la Liga de Lima del siguiente año.

## Equipos participantes
Primera serie
- Alianza Cóndor -  Asciende a la Primera División de la Liga de Lima 1937
- Santiago Barranco - Campeón y asciende a la Primera División de la Liga de Lima 1937
- Juventud Gloria
- Roberto Acevedo
- Nueve de Diciembre
- Porvenir Miraflores
- Unión Lazo
- Sportivo Uruguay

Segunda serie
- Atlético Peruano - asciende a la Primera División de la Liga de Lima 1937
- Sport Inca - Asciende a la Primera División de la Liga de Lima 1937
- Independencia Miraflores - Asciende a la Primera División de la Liga de Lima 1937
- Miguel Grau - Asciende a la Primera División de la Liga de Lima 1937
- Asociación Deportiva Tarapacá
- Alianza Limoncillo
- Huáscar Barranco
- Intelectual Raymondi
- Unión América
- Sportivo Unión

## Final
|  | Alianza Cóndor | 1:0 | Atlético Peruano | Estadio Nacional, Lima |  |